# Tarantellen af Napoli
|  | Denne artikel er oprettet af botten PalnaBot ud fra en ekstern database. Den kan derfor have sproglige fejl eller mangler. Denne skabelon kan fjernes efter kontrol af indholdet. |

Tarantellen af Napoli er en film instrueret af Peter Elfelt baseret på balletten Napoli.

## Handling
Napoli (1842), ballet af August Bournonville (1805-1879), solodanser, balletmester og koreograf. Med Hans Beck (1861-1952), solodanser og balletmester og Valborg Guldbrandsen (senere) Borchsenius, solodanserinde (1872-1949). Elfelt optog flere små balletfilm. Optagelserne foregik her i Elfelts atelier på grund af lysforholdene, hvilket så til gengæld gav pladsproblemer.